# Дофтана

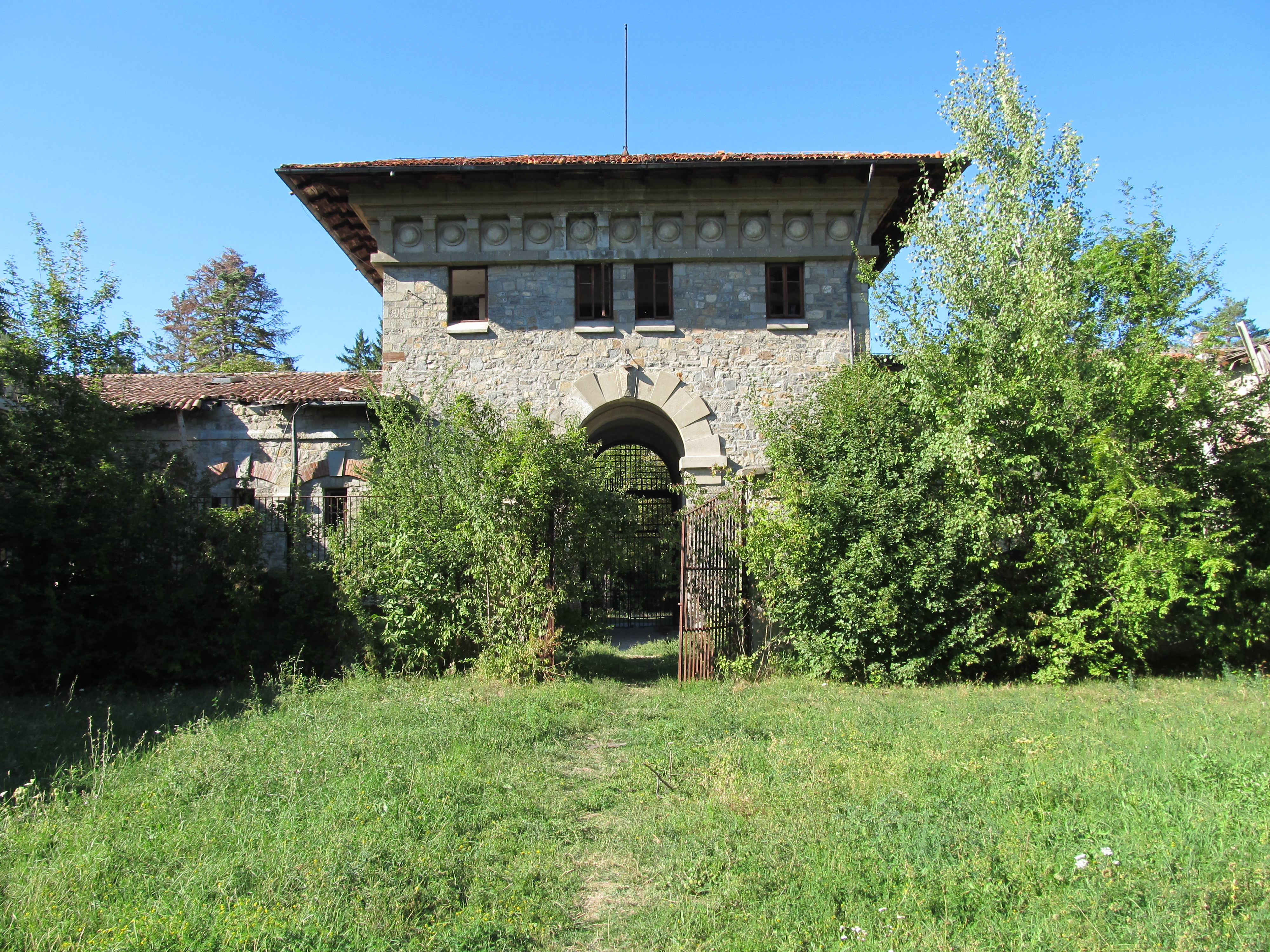
Тюрьма сегодня

Дофтана — бывшая румынская тюрьма. Иногда её называют «румынской Бастилией». Построена в 1895 году, в связи с нахождением поблизости рудников. С 1921 года её стали использовать для политических заключённых. Среди них в заключении находился и будущий президент страны Николае Чаушеску (сидел с 1936 года по 1938 год), и Георге Георгиу-Деж (глава Румынии с 1961 года по 1965 год).

## Расположение
Тюрьма расположена недалеко от деревни с аналогичным названием, в коммуне Телега, жудец Прахова.

## Музей и газета

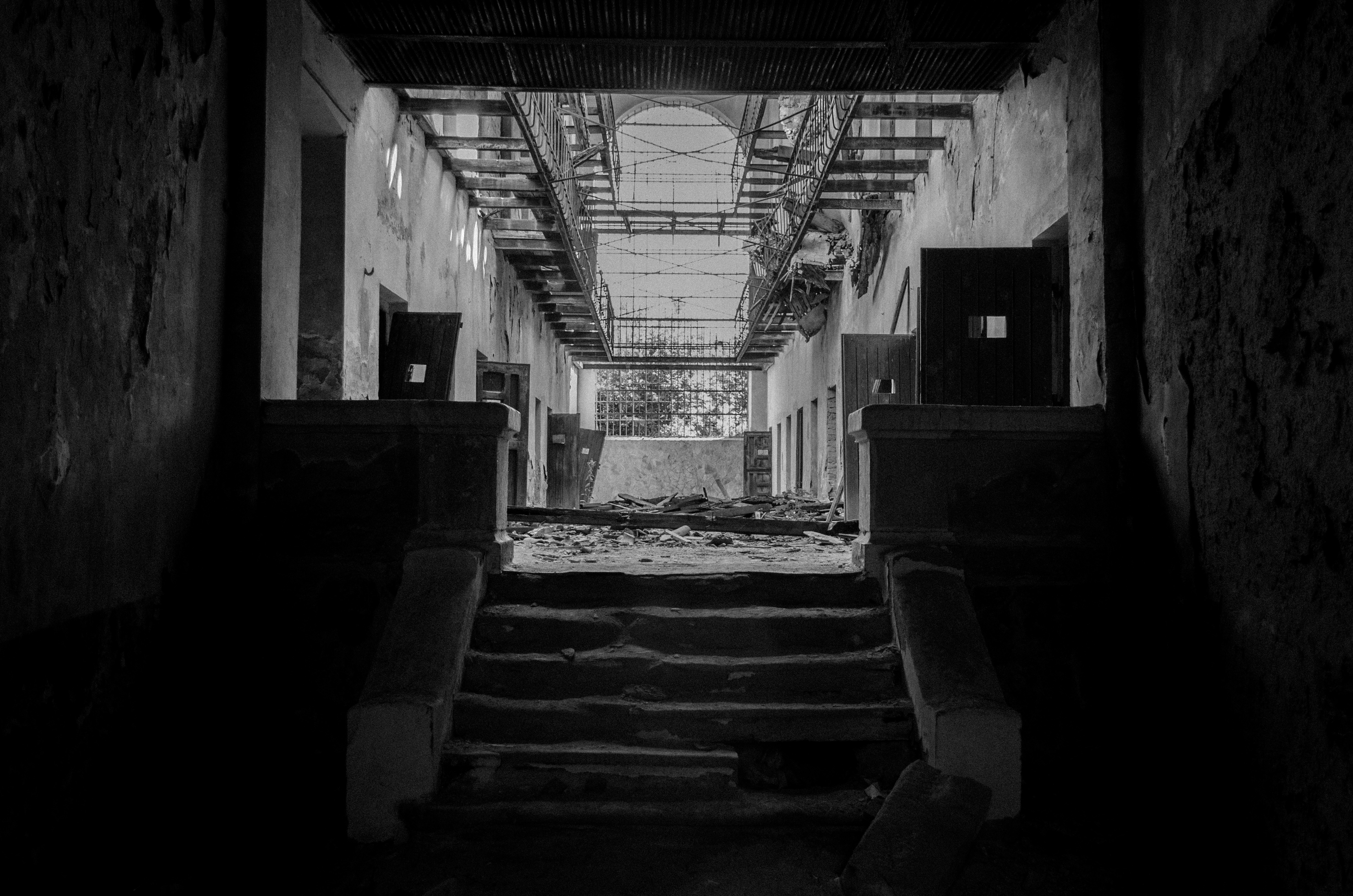
Внутри тюрьмы

С 1924 года заключённые тюрьмы начали писать и редактировать газету. Она писалась вручную, с помощью бумаги и контрабандного карандаша. Названия у неё были разные. И «Красная Дофтана», и «Большевики в наручниках».
С наступлением коммунистической эпохи в Румынии, сразу же после Второй мировой войны, Дофтана была превращена в музей, который всё же с тех времён из-за нехватки средств заброшен. Румынским композитором Альфредом Мендельсоном была на эту тему написана симфоническая поэма, «Уничтожение Дофтаны».

## Известные заключённые
- Георге Апостол
- Бела Брайнер
- Николае Чаушеску
- Михаил Георгиу Бужор
- Эмиль Боднараш
- Корнелиу Зеля Кодряну
- Штефан Фориш
- Георге Георгиу-Деж
- Георге Пинтилие
- Киву Стойка
- Хория Сима
- Владимир Иванович Сергиенко